# سيون سونو
سيون سونو (باليابانية: 園子温 ) (و. 1961  م) هو ممثل، وشاعر، وروائي، ومخرج أفلام، وكاتب سيناريو ياباني، ولد في تويوكاوا، آيتشي.

## حياته
وُلِد سيون سونو في محافظة آيتشي عام 1961. وكما ذكر في العديد من المقابلات، هرب من منزله في سن السابعة عشرة وتجول في الشوارع وكان على وشك الموت جوعًا. في أول ليلة له في طوكيو، التقى بامرأة أغرته إلى غرفة فندق حيث وضعت سكينًا على حلقها وهددت بالانتحار إذا لم يساعدها في مقابلة والديها متظاهرًا بأنه زوجها. لم يوافق سونو فحسب، بل أمضى عدة أسابيع مع عائلتها في الريف، لاحقاً سمحت له المرأة بالرحيل وأعطته مبلغًا صغيرًا من المال. سرعان ما بدأ يتضور جوعًا مرة أخرى. ثم التقى بكاهن من كنيسة التوحيد ووافق على الانضمام إلى طائفتهم لأن الكاهن وعد سونو بالطعام والمأوى. أمضى سونو بعض الوقت في الطائفة لكنه وجد أنه من المضحك للغاية كيف ادعى كبير الكهنة أنه الله. سرعان ما هرب سونو. حيث لم تكن الطائفة قوية في وقتها، إلا أنها منعت أعضائها من العودة إلى الحياة الطبيعية ولم يكن من السهل الابتعاد عنها. يتعقب أعضاء الطائفة الهارب وتتبعه. عندما عاد سونو إلى المنزل، وجد رسالة من الطائفة. لإنقاذ نفسه من الطائفة، قرر سونو الانضمام إلى المجموعة الإرهابية التي كانت تحتج على توسعة مطار ناريتا الدولي. كل يوم تقريبًا، تحولت احتجاجاتهم إلى معارك مع شرطة مكافحة الشغب، لذلك كانوا سعداء باستقبال شاب قوي. في النهاية، تمكن سونو من مغادرة المجموعة الإرهابية، ولم يظهر أعضاء الطائفة مرة أخرى.
عند عودته إلى المنزل، التحق سونو بجامعة هوساي. وخلال سنوات دراسته، كتب الشعر، ونشر أعماله في مجلتي يوريكا وكتاب القصيدة الحديثة. وبدأ أيضًا في اتخاذ خطواته الأولى في إخراج الأفلام، حيث صنع سلسلة من الأفلام القصيرة على قناة سوبر 8.

## الأعمال

### أفلام
| السنة | الفيلم      | عمل في | عمل في        | عمل في |
| السنة | الفيلم      | أخراج  | كتابة سيناريو | منتج   |
| ----- | ----------- | ------ | ------------- | ------ |
| 2008  | التعرض للحب | نعم    | نعم           | لا     |
| 2019  | غابة الحب   | نعم    | نعم           | لا     |

### مسلسلات
- مينا! إسبر ديو! (2013)

## روابط خارجية
- سيون سونو على موقع IMDb (الإنجليزية)
- سيون سونو على موقع روتن توميتوز (الإنجليزية)
- سيون سونو على موقع قاعدة بيانات الأفلام العربية
- سيون سونو على موقع ألو سيني (الفرنسية)
- سيون سونو على موقع أول موفي (الإنجليزية)
- سيون سونو على موقع أول موفي (الإنجليزية)
- سيون سونو على موقع قاعدة بيانات الأفلام السويدية (السويدية)
- سيون سونو على موقع قاعدة بيانات الفيلم (الإنجليزية)
- سيون سونو على موقع كينوبويسك (الروسية)